# Rueda de repuesto

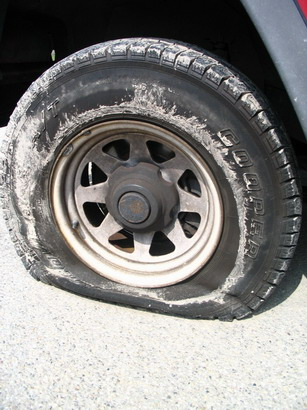
Una rueda pinchada.

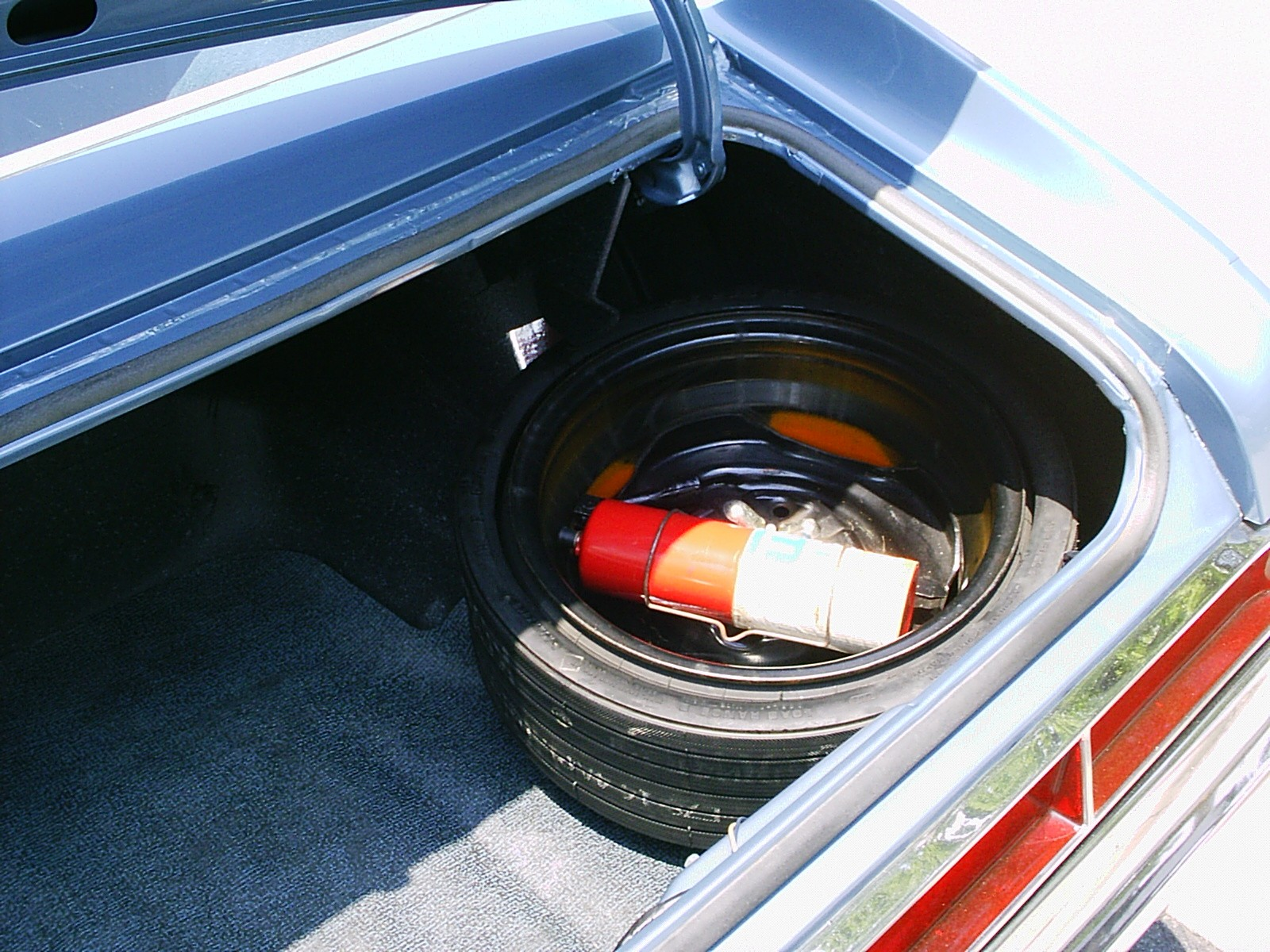
Rueda de repuesto en un AMC AMX.

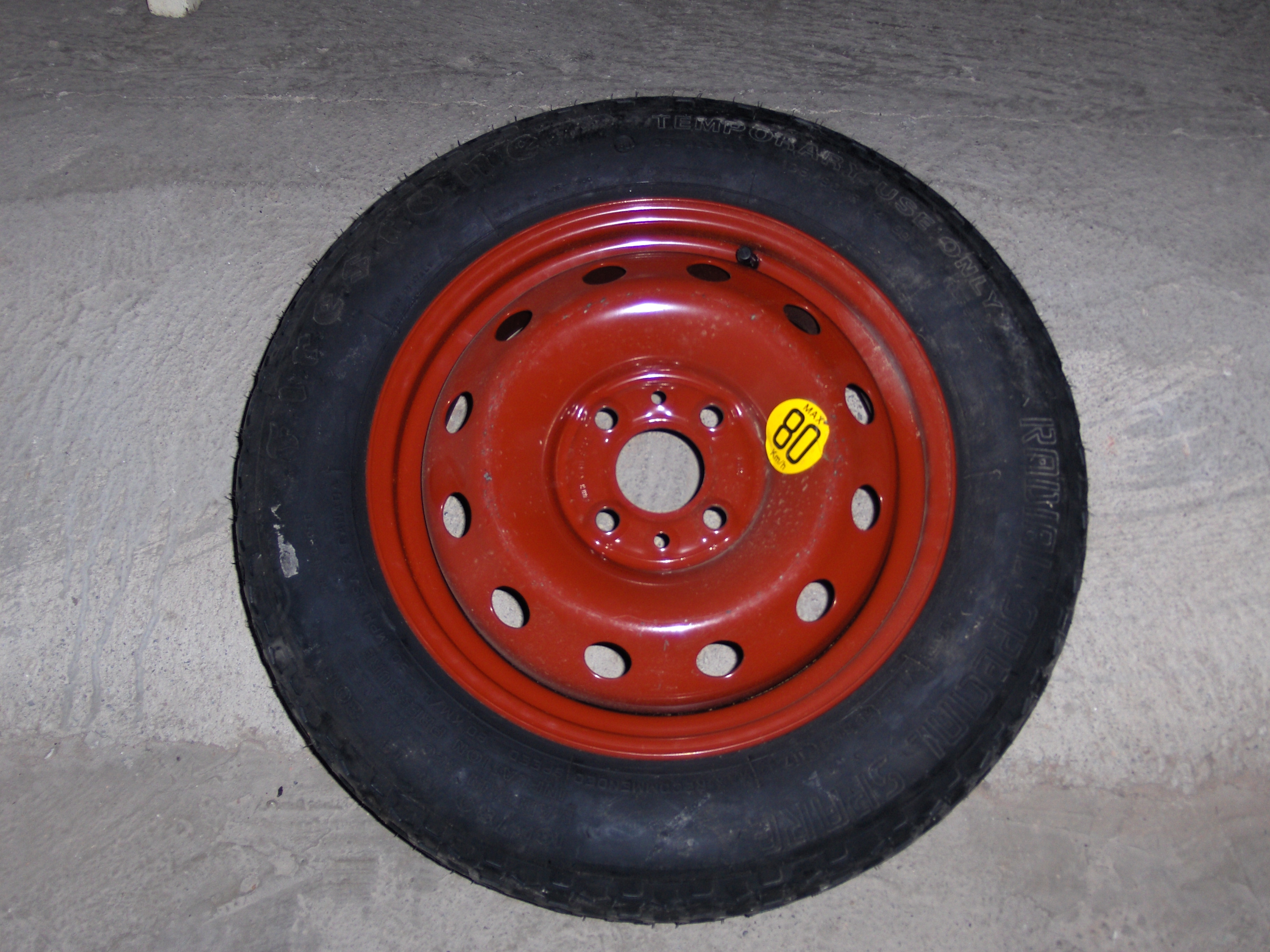
Rueda de repuesto de emergencia.

Una rueda de repuesto o de esteple, es una rueda adicional completa, con llanta y neumático, presente en muchos automóviles para sustituir otra operativa que se pinche, reviente o rompa.

## Historia
Los comienzos de los viajes a motor por carretera se hicieron sobre caminos primitivos plagados de púas de herraduras de caballo. Los pinchazos eran muy comunes en aquella época, y precisaban que se retirara la rueda, desmontar el neumático, sellar la cámara interior con un parche, volver a montar el neumático y reponer la rueda en su lugar. El primero en equipar coches con un repuesto de rueda y neumático fue la empresa de Thomas B. Jeffery en sus Rambler. La rueda de recambio de los Rambler consiguieron que el motorista pudiera intercambiar la rueda rápidamente y que la rota pudiera ser reparada en un lugar y momento más conveniente.
La combinación de una rueda y un neumático premontados se hizo muy popular entre los motoristas, y los que llevaban hasta dos ruedas de repuesto eran muy comunes. Los fabricantes a veces equipaban sus coches con ruedas de repuesto en sus laterales.
En 1941 el gobierno de los Estados Unidos prohibió las ruedas de repuesto en los nuevos coches. Los recortes de recursos provocados por la Segunda Guerra Mundial produjo una serie de leyes diseñadas para forzar el ahorro y conservación de materiales, incluyendo el caucho, fabricado en el extranjero y que era difícil de conseguir. Una prohibición similar se implantó durante la guerra de Corea en 1951.

## Hoy
Los vehículos contemporáneos pueden venir equipados con rueda de repuesto normal, de uso limitado de emergencia, o tienen neumáticos run-flat. La ley española establece que es obligatorio en los turismo llevar rueda de repuesto.
Esta rueda puede ser idéntica a las que el coche ya tiene equipadas, pero va montada sobre una llanta de acero. Algunos fabricantes suministran una rueda de emergencia, coloquialmente conocida como rueda de juguete o de galleta, para ahorrar en peso, precio y espacio. Son menores que las normales y su uso es limitado debido a su bajo nivel de velocidad y de carga.
En algunos casos, los automóviles van equipados con neumáticos run-flat, que no precisan una rueda de repuesto.

## Localización
Las ruedas de repuesto pueden ir montadas en numerosos lugares del coche. Normalmente se esconden bajo el maletero, pero puede estar bajo el capó, bajo el suelo, en el maletero. Algunos vehículos, como los camiones, no tienen espacio físico para alojarla, así que se coloca bajo él y se asegura al chasis. Se han creado varios sistemas antirrobo para el caso en el que van montadas en el exterior del vehículo. En otros modelos, se monta un soporte bajo el chasis que se sustenta con un tornillo dentro del habitáculo. Al aflojar dicho tornillo, se libera el soporte.
En automóviles antiguos, es común verlas en el exterior, montadas en los laterales de las aletas delanteras. Otros la montan en el portón trasero, notándose el alojamiento desde el exterior.
- Datos: Q2074836
- Multimedia: Automobile spare wheels / Q2074836